# 馮景
馮 景（ふう けい、生没年不詳）は、中国の北魏から西魏にかけての軍人・政治家。字は長明。本貫は河間郡。

## 経歴
若い頃から周恵達と親友の間柄であった。延昌年間、南朝梁の軍が徐州・揚州に進攻すると、馮景は迎撃の任を受けるよう蕭宝寅に勧め、蕭宝寅はその進言に従った。蕭宝寅が大都督となると、馮景は功曹参軍となった。後に蕭宝寅が尚書右僕射となると、馮景は召し出されて尚書省に入り、尚書都令史を兼ねた。正光年間、蕭宝寅が関西大行台となると、馮景は仮の陵江将軍となり、大行台都令史を兼ねた。527年、蕭宝寅が乱を起こすと、馮景は強く諫めて、従わなかった。
530年、蕭宝寅が敗北すると、馮景は洛陽に帰った。北魏の朝廷は馮景が蕭宝寅を諫めていたことを知り、処罰しなかった。奉車都尉に任ぜられた。汝陽王元叔昭が隴右大行台となると、馮景はその下で行台郎中となった。賀抜岳が大都督となると、馮景は従事中郎となった。534年、宇文泰が侯莫陳悦を滅ぼすと、馮景は洛陽郡守に任ぜられ、まもなく行台左丞を兼ね、原州の留守をつとめた。孝武帝が関中に入ると、高陽県伯に封ぜられた。散騎常侍・行台尚書に転じ、瀛州刺史を加えられた。西魏の大統初年、行涇州事をつとめた。後に病没した。

## 伝記資料
- 『周書』巻二十二 列伝第十四
- 『北史』巻六十三 列伝第五十一